# Eduard Strauss
Eduard Strauss (Viena, 15 de març de 1835 - 28 de desembre de 1916) fou un director d'orquestra i compositor austríac. Era fill de Johann Strauss I i germà de Johann Strauss II i Josef Strauss.
Estudià a Viena i el seu pare volia dedicar-lo a la carrera diplomàtica, però seguint la tradició familiar, preferí la música, a la que s'hi consagrà per complet. El 1861 ja dirigí alguns concerts i el 1863 succeí al seu germà Johann en la direcció de la cèlebre orquestra Strauss, restant com a únic director a la mort del seu germà Josef el 1870 i va romandre al front d'aquesta fins al 1902, en què va decidir de dissoldre-la.
Eduard va compondre prop de 400 obres, ballables en la seva majoria, i publicà una obra titulada Erinnerungen el 1905.